# Premiers camps nazis

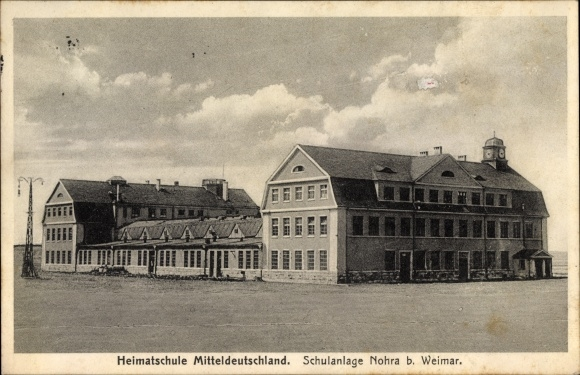
Le premier camp nazi est installé en mars 1933 à Nohra, dans une ancienne école, par le gauleiter de Thuringe Fritz Sauckel.

Les premiers camps nazis sont des lieux de détention extrajudiciaires établis en 1933-1934 dans l'Allemagne nazie, pour contrôler les opposants politiques et les individus et groupes jugés nuisibles à la communauté nationale. Bien que le système, très décentralisé, ait été assez rapidement démantelé, ces camps sont les précurseurs des camps de concentration nazis.

## Contexte
Après la chute du dernier gouvernement élu de la République de Weimar en mars 1930, Franz von Papen, nommé chancelier du Reich, renverse le gouvernement du Land de Prusse et nomme à sa tête un Commissaire du Reich (20 juillet 1932). Le 30 janvier 1933, Adolf Hitler devient chancelier après avoir conclu un accord en coulisse avec von Papen’.

En février 1933, von Papen devient Commissaire du Reich en Prusse et prend Hermann Göring comme ministre de l'Intérieur de l'État. Ils peuplent la police d'affidés, constituent un embryon de police politique (qu'ils confient à Rudolf Diels) et enrôlent SA, SS et anciens combattants de la Stahlhelm comme auxiliaires de police (Hilfpolizei). Le 11 avril, Göring assume les fonctions de ministre-président et ministre de l'Intérieur de Prusse. Le 26 avril, il crée la Geheime Staatspolizeiamt (Gestapo ou Bureau secret de la police d'État), dont il confie la direction à Diels.

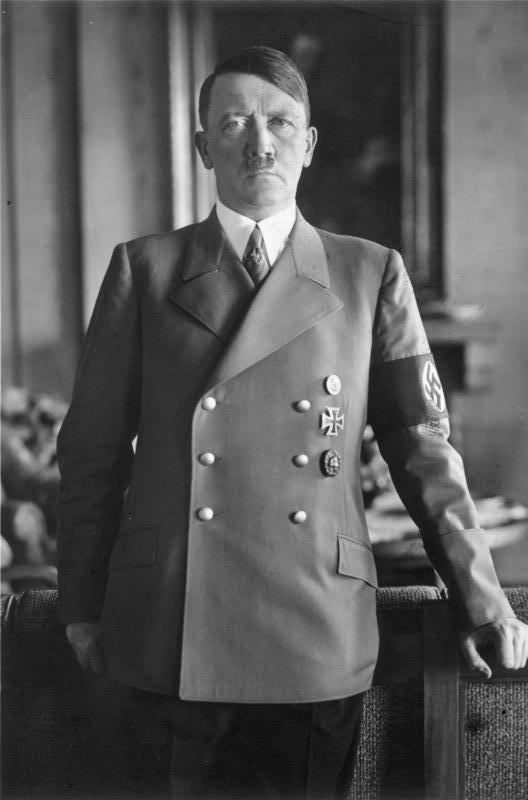
Adolf Hitler
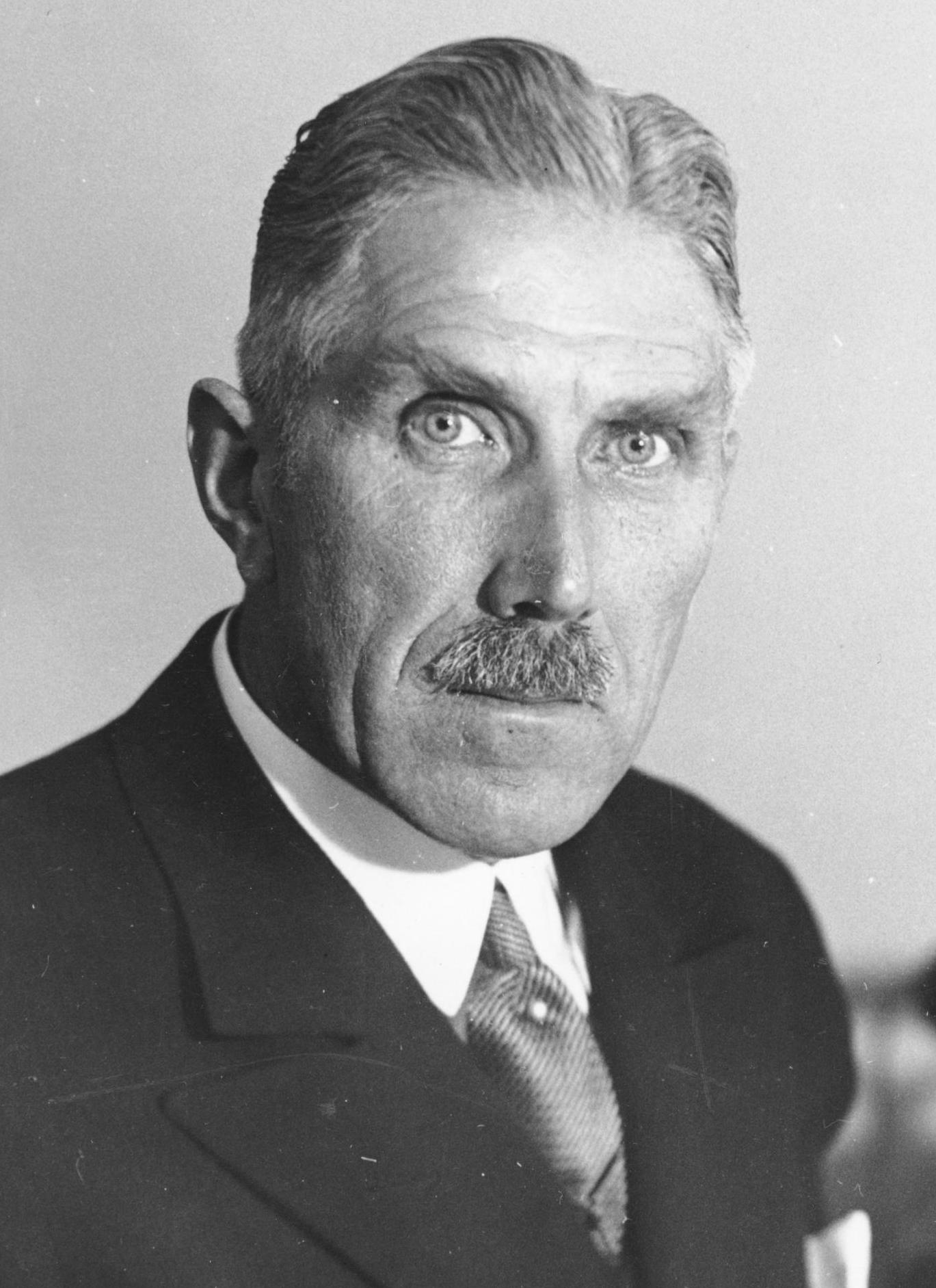
Franz Von Papen
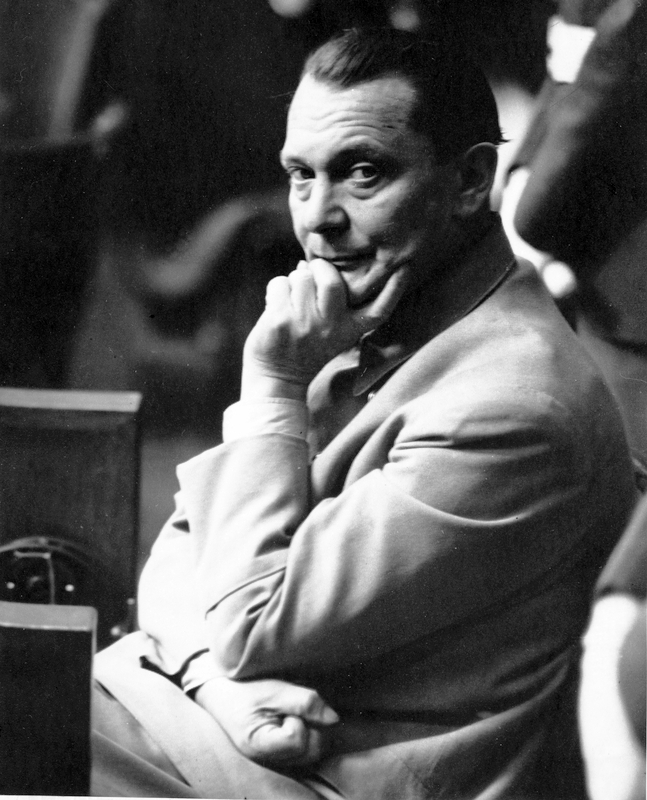
Hermann Göring
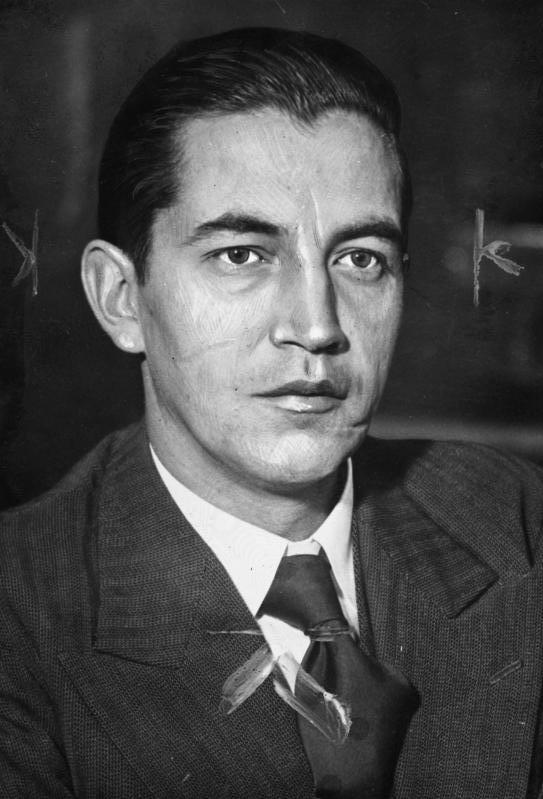
Rudolf Diels

Parallèlement, le 4 février 1933, à l'approche des élections prévues pour le 5 mars, Wilhelm Frick, ministre de l'Intérieur du Reich, promulgue une loi d'exception interdisant les rassemblements publics, rétablissant la censure des périodiques et autorisant l'arrestation des opposants, dans un cadre légal (Polizeihaft) moins protecteur que l'habituelle Schutzhaft (de schützen, protéger, et Haft, détention : détention de protection, détention conservatoire ou détention de sûreté), qui autorisait déjà l'État à restreindre la liberté d'une personne pour sa propre protection, ou pour « mettre en garde à vue des éléments séditieux en cas d'urgence ». Frick encourage le land de Thuringe et l'état libre d'Oldenburg, déjà gagnés à la cause, à préparer des listes d'opposants. Le 27 février 1933, l'incendie du Reichstag, présenté comme un complot communiste, est le prétexte à des arrestations massives. Le décret du 28 février 1933 sur les incendies du Reichstag supprime le droit à la liberté personnelle inscrit dans la Constitution de Weimar’,. 

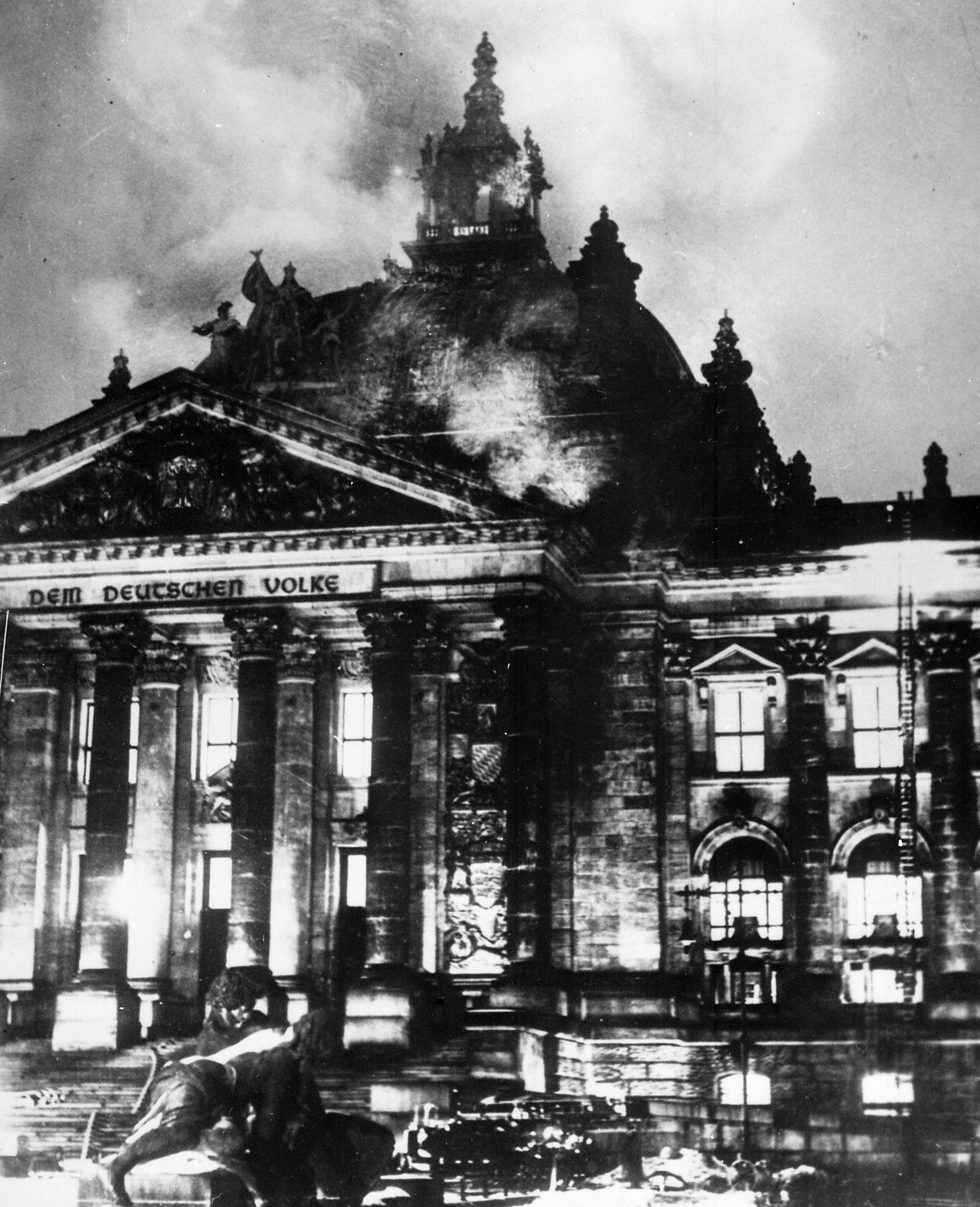
L'incendie du Reichstag

Les arrestations se multiplient après les élections du 5 mars, à l'issue desquelles les nazis échouent à gagner une majorité et gouvernent en coalition avec le Parti populaire national allemand (DNVP). Entre le 5 et le 11 mars, là où ils n'ont pas la majorité (Bade, Bavière, Saxe, Wurtemberg, Brême, Hambourg, Lübeck), les nazis déposent les autorités légitimes et arrêtent les opposants, tandis que, le 24 mars, le Reichstag amputé de l'opposition, en fuite ou en exil, approuve des textes instituant la dictature et (juin et juillet) le parti unique.

## Cadres juridiques
Pour arrêter et détenir ses opposants, le régime s'appuie tout d'abord sur la Schutzhaft (détention de protection), qui autorise à restreindre la liberté d'une personne pour sa propre protection, ou pour « mettre en garde à vue des éléments séditieux en cas d'urgence ». Ce dispositif, utilisé ponctuellement par la République de Weimar pour calmer les troubles politiques, semble alors acceptable, comme solution temporaire, pour faire face à ce qui est présenté comme la menace communiste,.
Les nazis s'appuient sur ce précédent, mais l'amputent de toute garantie légale et élargissent son objectif, au-delà du parti communiste, à tous les partis qu'ils viennent d'interdire. Dès le début de 1934, la Gestapo a le monopole de la Schutzhaft en Prusse, avant que Himmler ne l'étende à l'ensemble du Reich. Le 24 novembre, le régime institue la détention provisoire (Vorbegungshaft) qui s'applique aux récidivistes de droit commun et permet à la Kripo (police criminelle) de remplir les camps. L'association Schutzhaft-Vorbegungshaft confère au régime l'outil nécessaire aux arrestations et aux détentions arbitraires applicables à n'importe quelle catégorie sociale réputée « nuisible à la communauté nationale »’’.

## Les différents types de camps

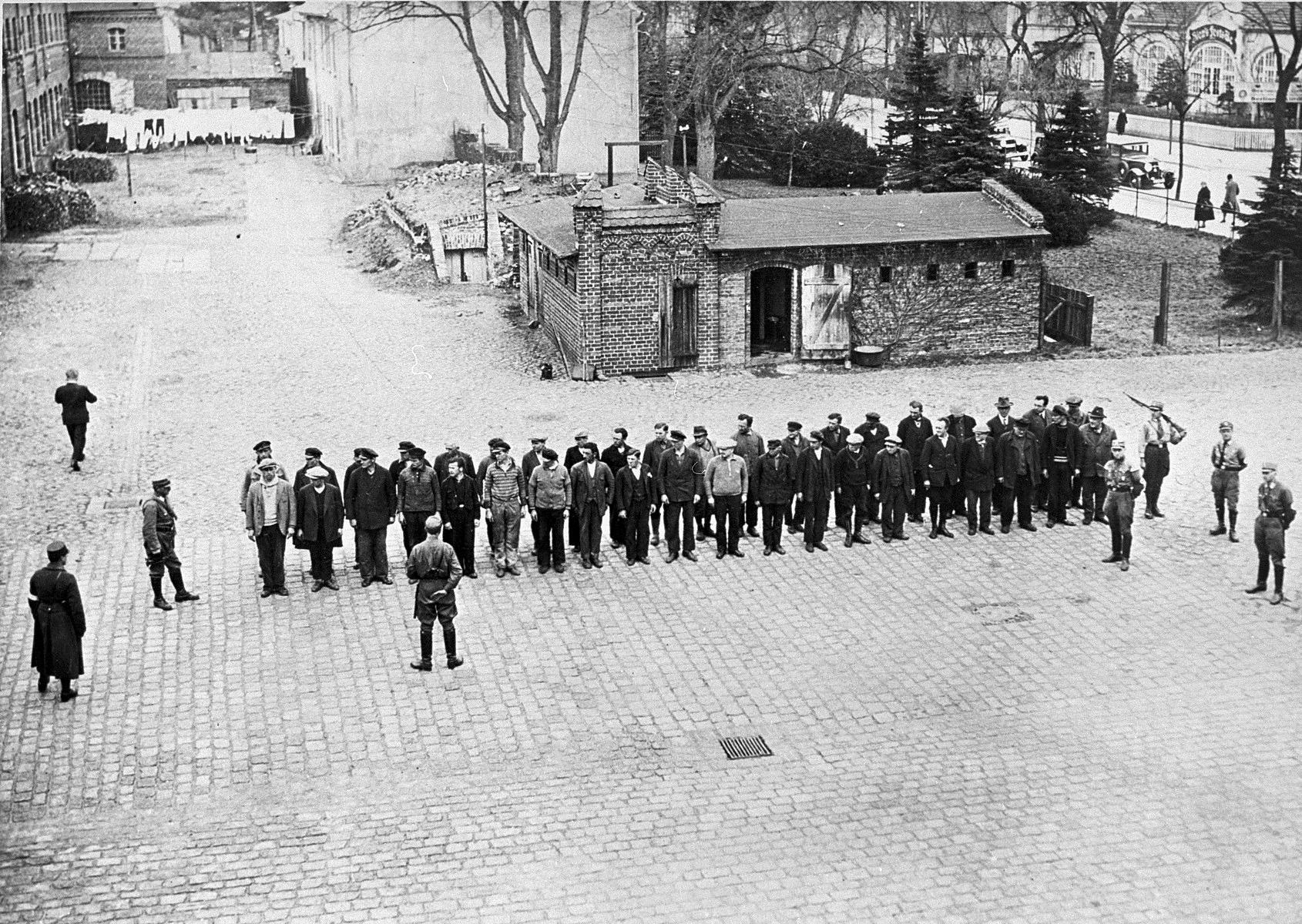
Des prisonniers gardés par des hommes de la SA s'alignent dans la cour du camp de concentration d'Oranienburg, 6 avril 1933.

Les premiers camps nazis peuvent se diviser en plusieurs catégories.

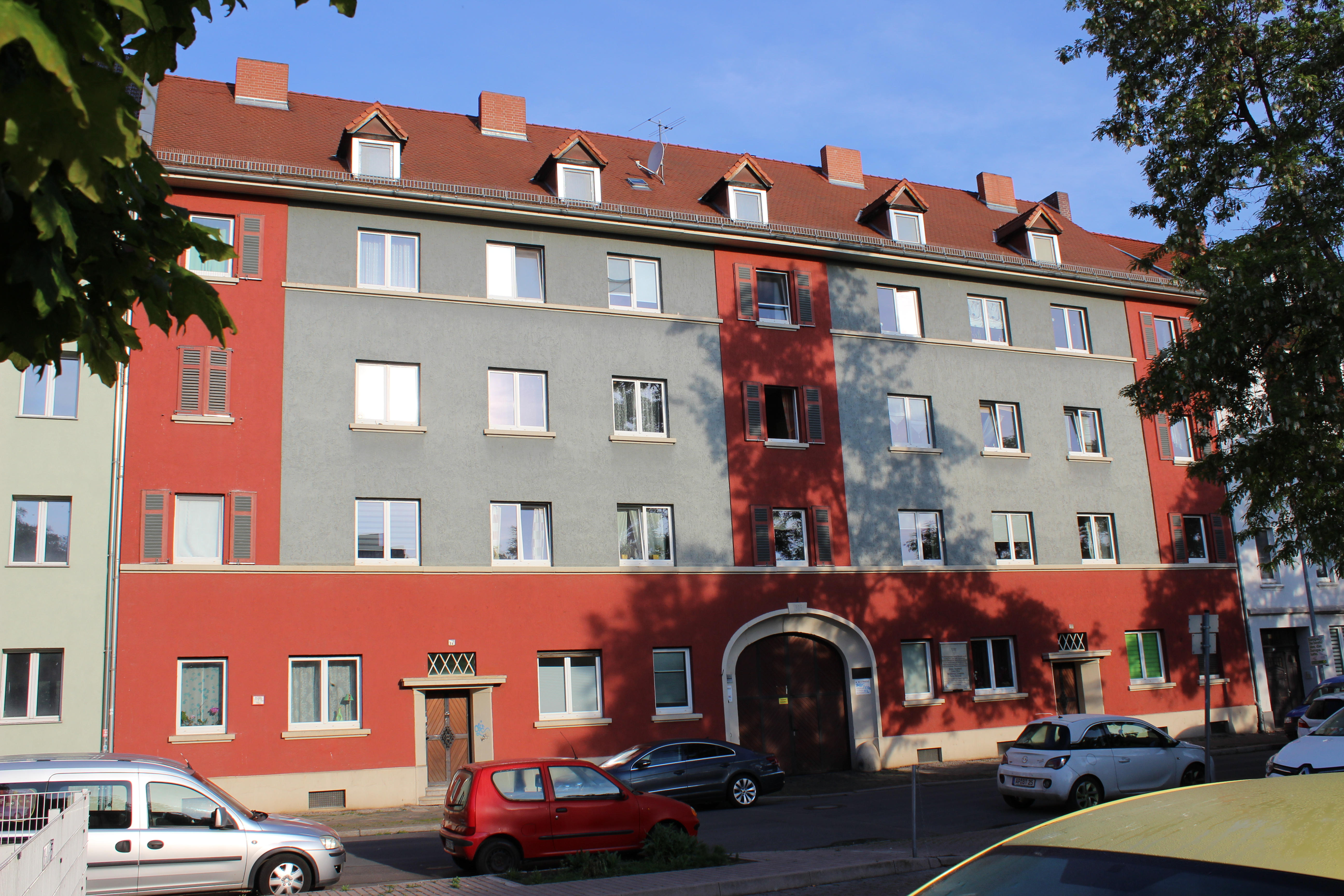
Schutzhaftlager de la Feldstraße à Erfurt.

Camp de détention préventive (Schutzhaftlager) — Les détenus sont logés dans des structures carcérales existantes (aile ou quartier d'une prison, centre de détention préventive) sans contact avec les détenus de droit commun. La plupart des établissements pénitentiaires du Reich ont servi, à un degré ou un autre, à la détention préventive. À part le centre de détention préventive pour femmes de Münich-Stadelheim, qui opère jusqu'en janvier 1936, ces structures ferment fin 1933-début 1934, alors que la prison elle-même devient un des lieux principaux de persécution des opposants politiques incarcérés sous des prétextes fallacieux.
Camps de concentration (Konzentrationlager) — Environ 70 camps ont été établis en 1933, dans n'importe quelle structure se prêtant à la détention de prisonniers. Le premier camp est établi à Nohra (Thuringe) le 3 mars 1933 dans une école, à l'initiative du Gauleiter local. Les premiers camps ne relèvent d'un schéma organisé au niveau central. Ils sont improvisés au cas par cas en fonction des circonstances et des disponibilités. Ils ne sont pas équipés de barbelés, de baraquements ou de miradors. Les détenus sont souvent logés dans des usines désaffectées, des ateliers, des exploitations agricoles, des châteaux, une barge. La gestion est également improvisée selon les ressources locales : la garde peut être confiée aux SS, aux SA, à la police locale (parfois successivement et parfois en même temps) et même aux anciens combattants (Stahlhelm), voire à l'association des Femmes du parti nazi (NS-Frauenshaft). De nombreux sites sont ensuite réutilisés comme centres de détention nazis,.
Sites de torture (Folterstätten ou Folterkeller) — Il s'agit de sites utilisés par la police auxiliaire (Hilfspolizei) pour torturer des opposants sous prétexte d'interrogatoires. Il y en aurait eu 150 à Berlin. Les SA, par exemple, utilisent le site de la SA-Gefängnis (prison SA) sur General-Pape-Strasse ou le siège du Parti communiste allemand (KPD), dont ils s'étaient emparés, pour torturer leurs ennemis et poursuivre leur lutte contre la Gauche.
Camps sauvages (wilde Lager) — Cette catégorie, créée après la guerre par des accusés cherchant à atténuer leurs responsabilités, n'aurait pas de réalité historique et aucun camp n'a réellement exercé totalement sans aucun contrôle et hors de l'orbite du pouvoir. Il est possible que de telles situations aient existé pour une durée très limitée, mais pour retomber très rapidement sous la coupe de l'État.

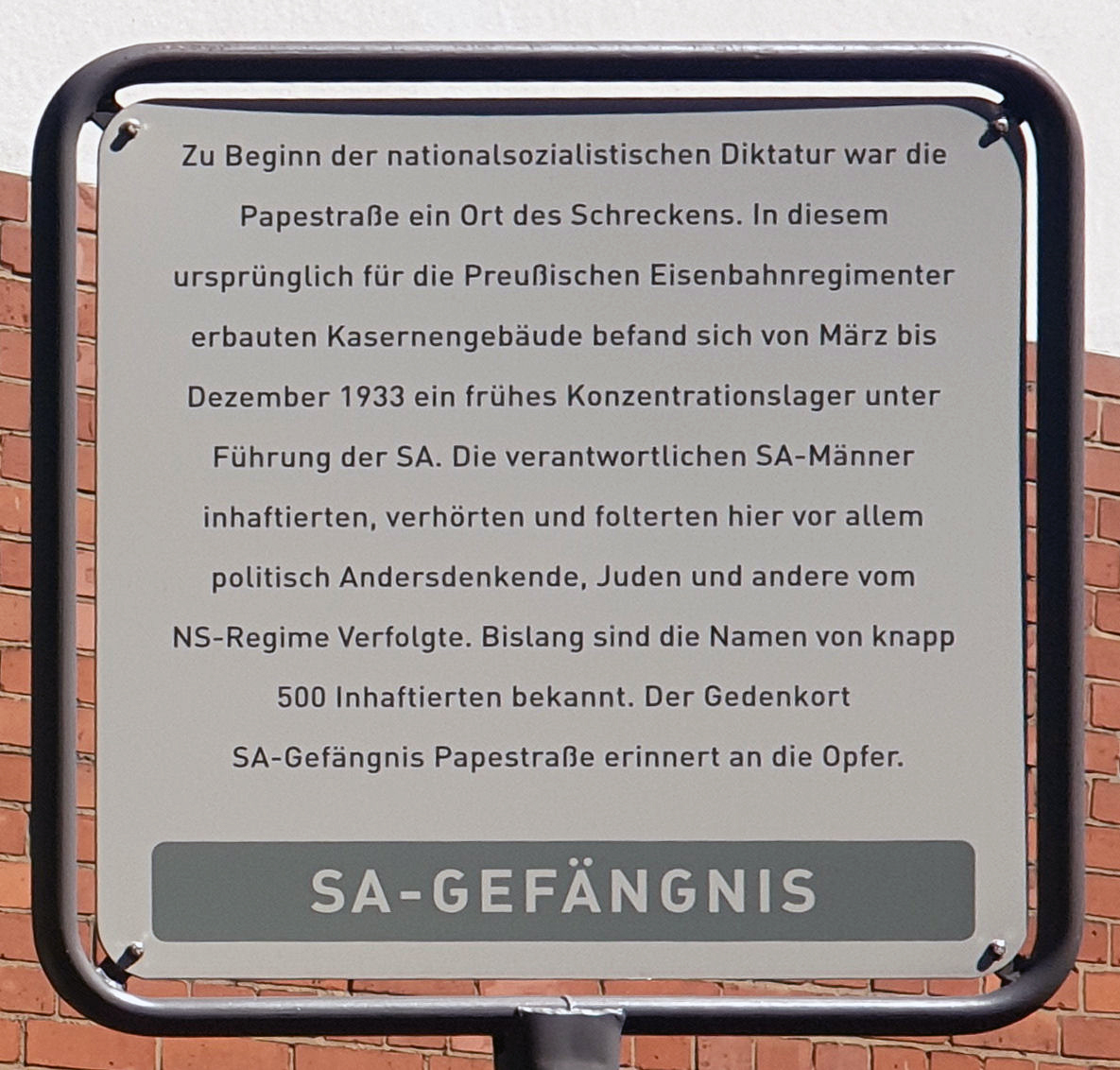
Plaque rappelant le site d'interrogation et de torture de la SA sur la Papenstrasse à Berlin.

## Modèle prussien et modèle de Dachau

### Modèle prussien
Ayant arrêté près de 30 000 opposants dans les premiers mois de 1933, la Prusse se trouve à l'avant-garde pour organiser leur détention. 30 sites sont identifiés dès la fin mars et de nombreux autres ouvrent en avril-mai. La plupart fermeront à l'automne, mais à l'été 1933, la Prusse a organisé un système de détention pour 15 000 personnes, centré sur Papenburg/Elmsland, avec quatre camps satellites, trois centres de regroupement et sept camps régionaux (dont deux ayant des sections pour femmes). En août 1933, la SS installe ses agents dans les camps, où ils entrent en lutte avec les administrateurs civils pour le contrôle des détenus. Alors que les premiers, tout en humiliant leurs bêtes noires, cherchent avant tout à exploiter les prisonniers, les seconds leur imposent des conditions de détention inhumaines et se sentent suffisamment sûrs d'eux pour commettre ouvertement des crimes. Les conflits qui s'ensuivent, sur fond de ce qui reste alors d'état de droit, conduisent les autorités du Land à interdire la création de nouveaux camps et à fonctionnariser tous les responsables et gardiens des camps. Cette mesure, censée redonner au Land le contrôle de l'administration des camps, contribuera au contraire à nazifier leur encadrement, ouvrant la porte à un système totalement débarrassé de toute contrainte légale ou administrative.

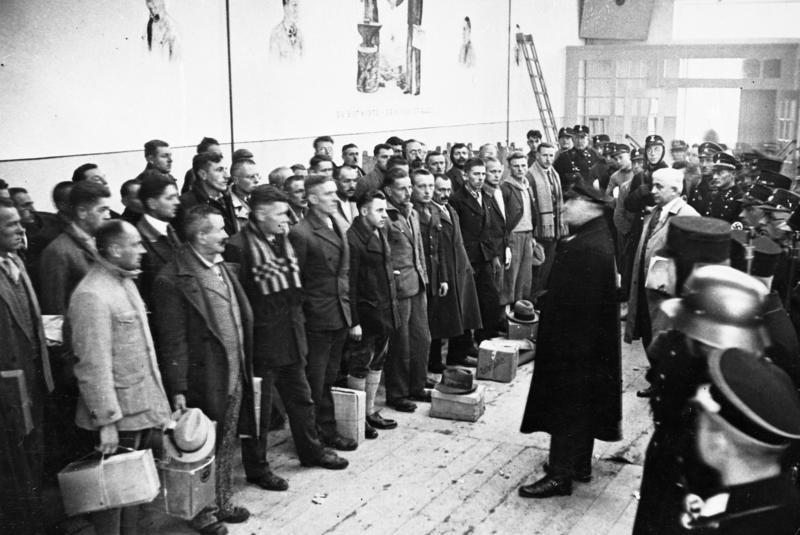
Le commandant Theodor Eicke s'adresse à 600 prisonniers de Dachau libérés pour Noël 1933.

### Modèle de Dachau
Le 3 mars 1933, les nazis renversent les autorités bavaroises et Himmler prend le contrôle de la police du Land. Le 20 mars, alors que les prisons se remplissent d'opposants, Himmler annonce la création à Dachau, d'un camp permanent pour 5 000 détenus. Le 11 avril, les SS prennent le contrôle du camp après un bref intermède confié à la police locale. Le 12, ils assassinent quatre prisonniers juifs. Au 1er juillet 1934, la liste des détenus exécutés comporte déjà 52 noms. Accusé d'homicide, Hilmar Wäckerle, le commandant du camp, est remplacé par son second, Theodor Eicke, qui édicte immédiatement un code disciplinaire et pénal du camp de concentration. Le code incarne une vision du monde concentrationnaire assimilant le travail à la torture.
Le 30 juin 1934, la nuit des longs couteaux, débarrassant les SS de leurs concurrents SA, donnent aux premiers le contrôle total des camps de concentration. En juillet, quand Eicke devient inspecteur général des camps de concentration (IKL), ces deniers n'hébergent plus que 5 000 détenus. Eicke réorganise l'IKL et les camps, en fermant certains et en ouvrant d'autres, destinés à devenir permanents (Sachsenhausen, Buchenwald, Flossenbbürg, Ravensbrück). Ces camps, où naîtra le système concentrationnaire en usage pendant toute la seconde guerre mondiale, adoptent une organisation fondée sur l'extermination par le travail, les privations, l'humiliation, le favoritisme, la séparation des prisonniers et le harcèlement à mort de certaines catégories (Juifs, Témoins de Jéhovah, communistes, socialistes, anciens de la République de Weimar, etc.), une approche en conflit ouvert avec celle du WVHA, focalisé sur l'exploitation, pour l'économie de guerre, de la force de travail de la main-d'œuvre concentrationnaire.

## Les prisonniers

### Origine des prisonniers
Les chiffres sont difficiles à établir : certains opposants on pu être arrêtés et relâchés à plusieurs reprises ; d'autres n'ont fait que quelques heures ou quelques jours de détention préventive ; d'autres, enfin, ont été arrêtés sans traces administratives par la SA, la SS ou la Hilfpolizei. Jane Caplan (en) estime à 50 000 le nombre de prisonniers, avec des arrestations dépassant peut-être 100 000 à la fin de l'année 1934. Johannes Tuchel estime quant à lui que 30 000 opposants ont été internés en 1933. Nikolaus Wachsmann estime qu'entre 150 000 et 200 000 personnes ont été détenues sans procès en 1933. En août 1933, Neuer Wörvarts, un journal publié par des exilés, affirme que 80 000 individus ont déjà été placés sous Schutzhaft et 45 000 d'entre eux internés.
Quatre-vingts pour cent des prisonniers étaient communistes et dix pour cent sociaux-démocrates ; les dix pour cent restants étaient affiliés à un autre parti, des militants syndicaux ou dépourvus de liens avec un parti politique. À la fin de l'année, 241 anciens députés du Reichstag sous Weimar avaient été arrêtés, parfois avec des membres de leur famille’.
On compte aussi parmi les internés quelques étrangers, des membres des organisations paramilitaires de gauche, des nazis corrompus, des membres du Schwartze Front national-socialiste (interdit), des SA et, après la nuit des longs couteaux, des membres de la Stahlhelm. Des rafles ciblent également les éléments considérés comme nuisibles à la société, comme les Témoins de Jéhovah (en désaccord avec le régime et la conscription), ainsi que les mendiants et les vagabonds à rééduquer par le travail.
De nombreux prisonniers ont été libérés à la fin de 1933, et après l'amnistie de Noël très médiatisée, seuls quelques dizaines de camps opéraient encore.

### Traitement des prisonniers
Entre 1933 et 1934, 500 à 600 prisonniers meurent en détention. Le nombre de victimes peut être plus élevé si on considère les décès intervenus après libération et causés par les mauvais traitements.
Dans ce système de détention décentralisé et hétérogène, le traitement des prisonniers varie selon le type de camp et le site où ils sont détenus. Les conditions sont moins dures en détention préventive. Dans les camps de concentration, les conditions de détention peuvent changer dramatiquement avec un nouveau commandant ou une relève de la garde. Les camps confiés aux SS sont particulièrement durs pour les Juifs, qui sont humiliés, harcelés, rackettés, regroupés en kommandos pour curer les latrines pendant le Shabbat où les jours de fêtes religieuses. Ils font parfois l'objet de programmes de rééducation et ne sortent du camp qu'en échange d'un engagement écrit de quitter l'Allemagne (une pratique qui deviendra courante après la Nuit de cristal de 1938). Les anciens combattants de la Grande Guerre sont également harcelés par les jeunes SS.
Le système de favoritisme et de ségrégation utilisé plus tard dans les camps de concentration pour dresser les détenus les uns contre les autres n'est pas encore complètement institué dans les premiers camps nazis (Eicke, le commandant de Dachau, en pose les bases en nommant des détenus à des postes d'encadrement).

### Vie des camps
Face à l'incertitude d'une détention arbitraire, les prisonniers s'organisent pour passer le temps et garder le moral. Ils mettent sur pied une bibliothèque, une chorale, un orchestre. Ils célèbrent les offices, organisent l'entraide (limitée par les antagonismes politiques préexistants à l'incarcération), la protestation et parfois la rébellion, toujours suivie de punitions collectives. Les plus déterminés s'évadent, parfois avec l'aide des habitants de la région.

## Des premiers camps aux camps de concentration

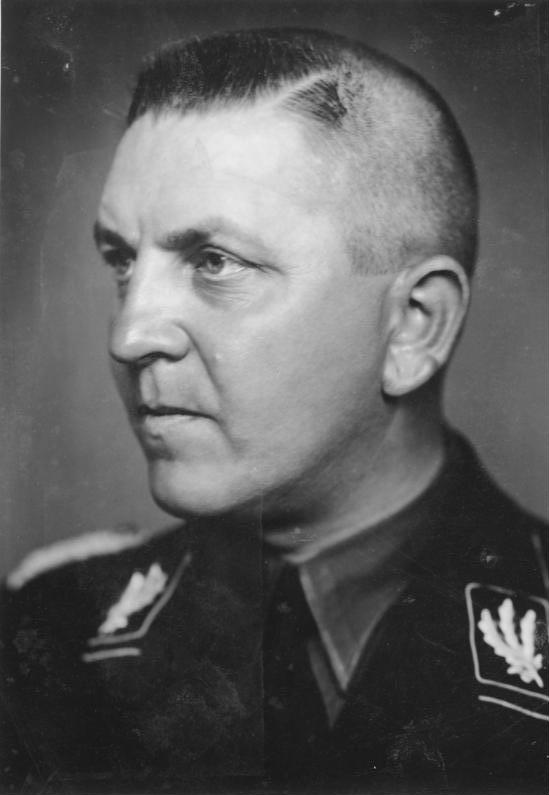
Theodor Eicke.

Après avoir consolidé leur pouvoir et terrorisé leurs opposants, les nazis mettent de l'ordre dans l'organisation hétérogène et décentralisée des premiers camps. Theodor Eicke est chargé par Himmler de fermer les camps rendus surnuméraires par plusieurs vagues d'amnisties, et de restructurer les camps restés ouverts pour les conformer au modèle de Dachau, dont il a été le premier commandant. Il met sur pied l'IKL (Inspectorat des camps), embryon de ce qui deviendra l'administration centrale du système concentrationnaire nazi. À terme, son administration aura le contrôle total sur le fonctionnement des camps, à l'exception des admissions et des libérations, qui resteront entre les mains de la police politique. Entre 1934 et 1936, pendant que Eicke réorganise le système, Himmler travaille à écarter de son fonctionnement toute autre autorité. Alors que certains plaident, à l'intérieur du régime, pour une dissolution des camps et un transfert des détenus vers le système judiciaire et carcéral normal, Hitler décide de les maintenir en fonction, de confirmer leur gestion par les SS et de confier la garde des camps à une organisation militaire dédiée, les SS Totenkopfverbände. En juin 1936, Himmler, devenu le chef de toutes les polices du Reich, écarte définitivement de la gestion des camps les autorités des Länder. et les ministères de l'Intérieur et de la Justice.
À la fin de 1937, le système administré par l'IKL se résume à Dachau, les autres camps ayant été soit fermés, soit transférés à d'autres autorités, comme la Gestapo. Ils sont remplacés par un nouveau type de camp : le camp de concentration nazi. Entre 1936 et le début de la Seconde Guerre mondiale, cinq nouveaux camps sont établis : Sachsenhausen, Buchenwald, Flossenburg, Mauthausen et Ravensbrück, constituant un nouveau système, distinct de celui des premiers camps. Dans ce nouveau système, tous les camps sont administrés de la même manière, leurs implantations sont décidées en fonction des enjeux militaires, la garde en est confiée aux Totenkopfverbände. Enfin ils ont vocation à détenir non seulement les opposants politiques, mais également les « asociaux » et les groupes ethniques (Juifs, Tziganes) considérés comme nuisibles par le régime.
À partir de 1937, après une période où le travail forcé imposé aux détenus sert à les briser moralement et physiquement, les SS font de la main-d'œuvre concentrationnaire une véritable source de revenus, en attirant des entreprises dans leurs camps de concentration ou détachant, moyennant finance, des kommandos de travail dans des entreprises ou sur des chantiers privés. Le réseau des camps de concentration s'étend avec la création de Auschwitz, Neuengamme, Natzweiler, Gross-Rosen, Madjanek, Niederhagen et Hunsrück. Avec la guerre et l'évolution de la situation militaire, la main-d'œuvre concentrationnaire, d'abord destinée à compenser les conscrits, est mise au service de l'effort de guerre.

## Responsabilités

### 1932-1933: persistance de l'état de droit
La période 1932-1933 est marquée par l'existence d'un état duel (Doppelstaat) où l'état de droit normatif coexiste, avant d'être anéanti, avec un état de fait dictatorial. Les exactions commises par les personnel des camps sont parfois poursuivies en justice au tire de l'état de droit, et souvent classées sans suite au titre de l'état de fait. Cette complaisance encourage les tortionnaires qui comprennent que l'impunité leur est assurée. Seul le destin de quelques détenus célèbres, susceptibles d'attirer l'attention de la presse étrangère, freine la brutalité des autorités et leur impose un minimum de faux-semblants. Les nazis sont en effet encore sensibles à leur opinion publique et à l'opinion internationale. Face aux fuites, aux rumeurs et aux premiers témoignages recueillis par les journaux étrangers (The Manchester Guardian, mars 1933), ils n'hésitent pas à organiser des voyages de presse pour présenter leurs camps, dans une mise en scène cynique, comme des modèles de rééducation par le travail, utilisant déjà le slogan « Arbeit macht frei » (le travail libère), validé selon le régime par les amnisties étendues de 1933-1934.

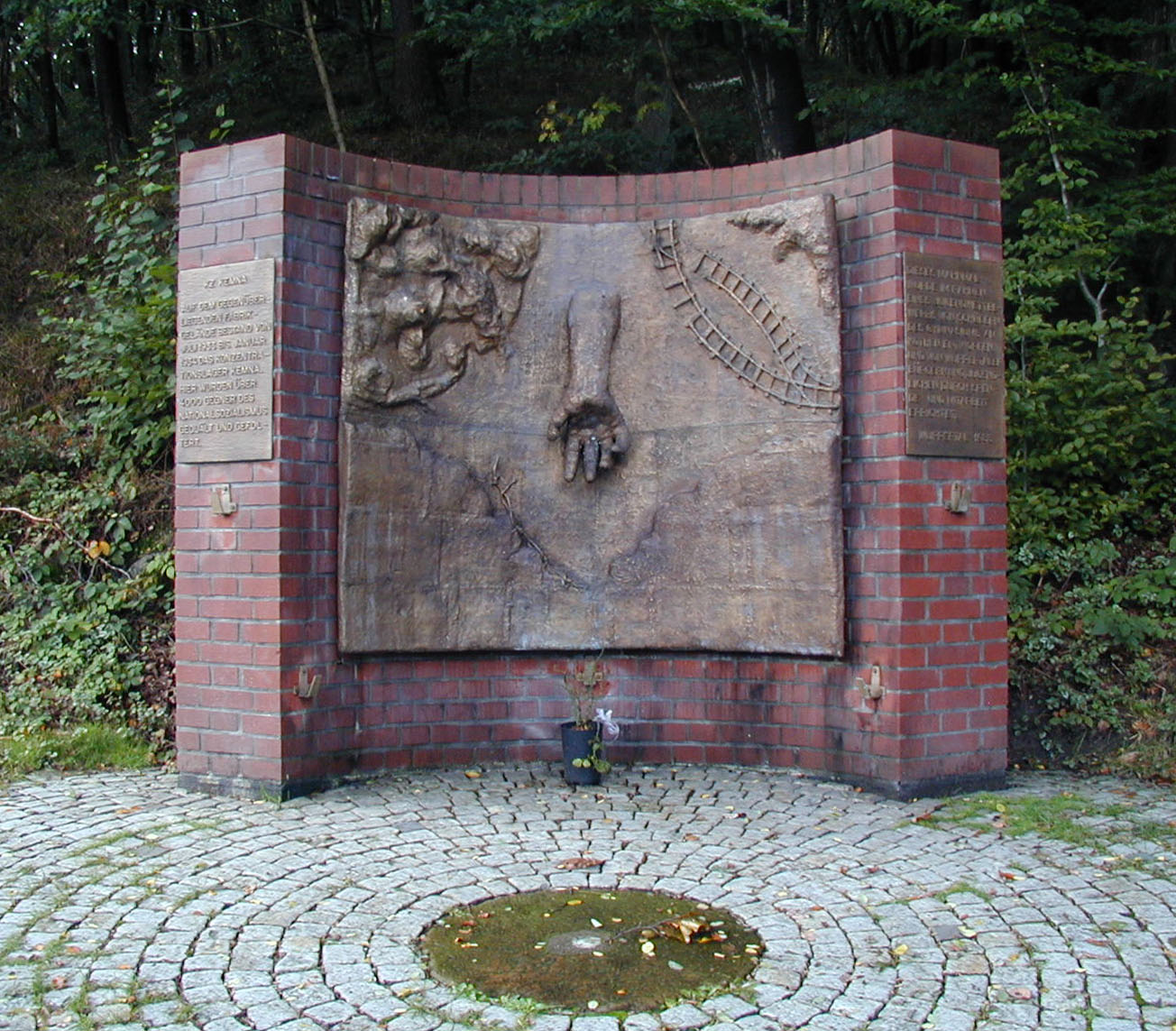
Mémorial du camp de concentration de Kemna.

### Après-guerre
Après la guerre, les Alliés jugent des responsables impliqués dans le fonctionnement des premiers camps, mais ils sont souvent poursuivis pour l'ensemble de leur carrière. Au cours de leur procès les SA, poursuivis comme organisation criminelle, sont exonérés des abus commis dans la gestion des camps, étant donné leur perte d'influence après la purge qui les a écartés des organes de décision. Le sujet apparaît également dans plusieurs procès de dénazification, mais sans déboucher sur des condamnations. En 1948, le tribunal de Wuppertal juge un contingent de personnels du camp de Kemna et prononce plusieurs peines de morts (qui seront commuées).
La république démocratique allemande, à la recherche des auteurs des persécutions contre les membres du Parti communiste, ouvre 26 dossiers concernant plus de 200 inculpés spécifiquement pour la période 1933-1934, sans compter les procès couvrant aussi d'autres périodes.